# 迪杜尚卡
50°23′30″N 28°28′26″E / 50.39167°N 28.47389°E
迪杜尚卡（烏克蘭語：Дідушанка），2024年9月前名为佩雷莫哈（烏克蘭語：Перемога），是烏克蘭的村落，位於該國北部日托米爾州，由日托米爾區奥利伊夫卡市镇負責管轄，始建於1618年，面積0.46平方公里，海拔高度225米，2001年人口124，人口密度每平方公里268.4人。
2024年9月19日，乌克兰最高拉达将此村的名字改为迪杜尚卡。